# Villa Flora (Bussum)
Villa Flora is een vrijstaande villa in eclectische bouwstijl uit het einde van de 19e eeuw. Het woonhuis is gelegen aan de Lindelaan 11 in de wijk en het beschermd dorpsgezicht Het Spiegel in Bussum. Het was een van de eerste villa's gebouwd in de villawijk Het Spiegel. 
Koetshuis en koetsierswachthuisjes zijn tevens beschermd.
Het is een rijksmonument sinds 2000.